# Gjøvik
Gjøvikⓘ ist eine Kommune im norwegischen Fylke Innlandet. Die Kommune hat 31.175 Einwohner (Stand: 1. Januar 2025) und liegt südlich der Stadt Lillehammer am Ufer des Mjøsas. Verwaltungssitz ist die gleichnamige Stadt Gjøvik.

## Geografie

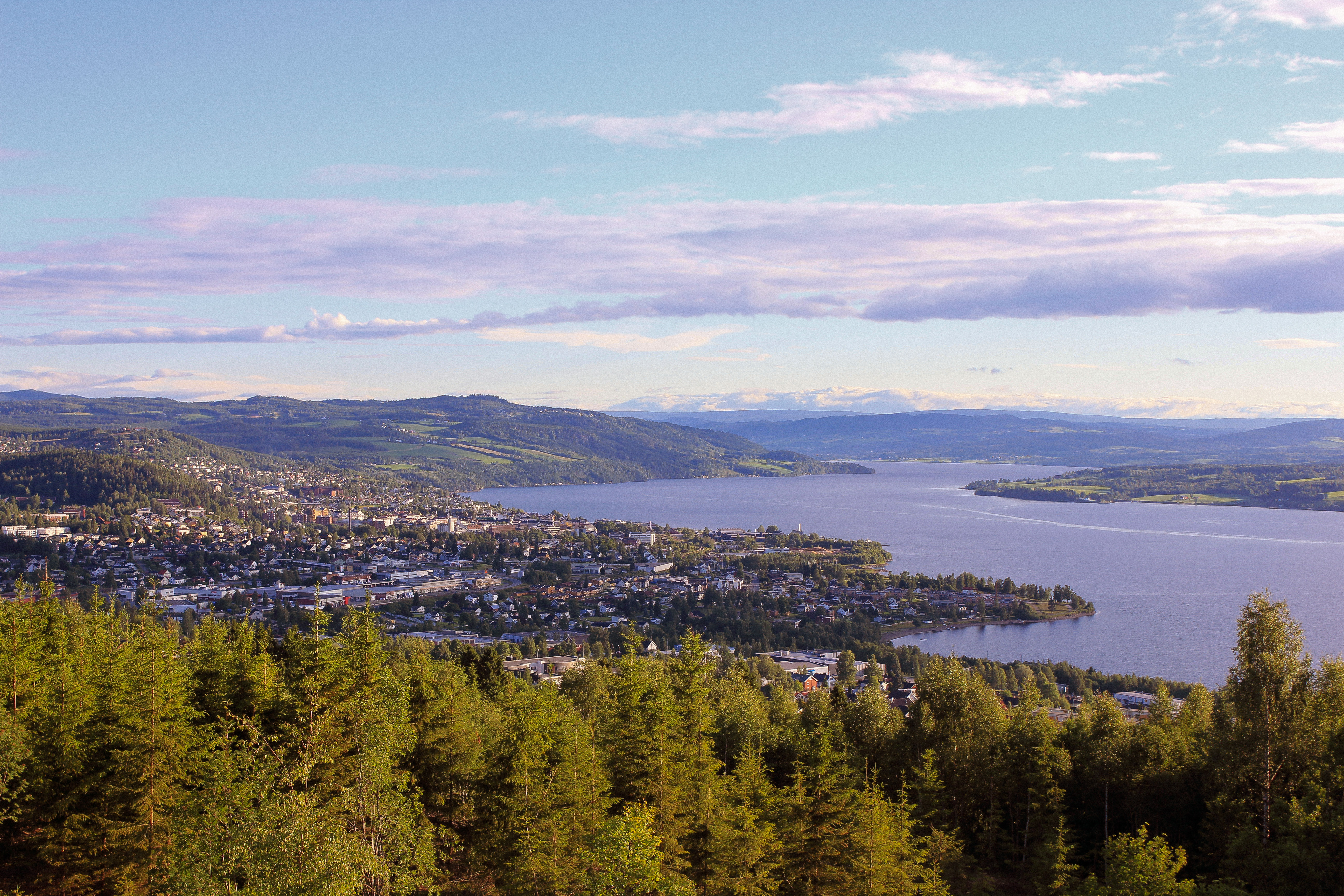
Blick auf die Stadt Gjøvik am Mjøsa

Die Kommune Gjøvik liegt am Westufer des nordwestlichen Seearms des Sees Mjøsa. Der See ist der flächenmäßig größte Norwegens. Gjøvik grenzt im Norden an Lillehammer, im Osten an Ringsaker, im Südosten an Østre Toten, im Süden an Vestre Toten sowie im Westen an Søndre Land und Nordre Land. Die Ostgrenze zu Ringsaker verläuft vollständig im Mjøsa. Die Stadt Gjøvik liegt im Südosten der Kommune am Ufer des Mjøsas. Dort mündet die Hunnselva in den See. Der Fluss teilt die Stadt in einen nördlichen (Nordbyen) und einen südlichen Stadtteil (Sørbyen). Der Westen der Stadt wird Hunndalen genannt. In der Kommune Gjøvik münden unter anderem auch die Stokkeelva und die Vismunda in den Mjøsa. Die Gesamtfläche der Kommune beträgt 671,11 km², wobei Binnengewässer zusammen 42,2 km² ausmachen.
Das Terrain der Kommune ist von bewaldeten Hügeln geprägt. Vor allem auf der Nordseite der Täler findet man Höfe bis auf Höhen von rund 500 moh. Zum Mjøsa hin fällt das Gebiet steil ab. Die Erhebung Ringsrudåsen auf der Grenze zur Nachbarkommune Nordre Land im Nordwesten stellt mit einer Höhe von 837,2 moh. den höchsten Punkt der Kommune Gjøvik dar.

## Einwohner
Nach Ringsaker und Hamar ist Gjøvik die Kommune mit den drittmeisten Einwohnern im Fylke Innlandet. Die Zahl der Einwohner ist ansteigend. Der Großteil der Einwohner lebt in der Stadt Gjøvik. Die meisten Einwohner der Kommune leben entlang des Mjøsa-Ufers. In der Kommune liegen mehrere sogenannte Tettsteder, also mehrere Ansiedlungen, die für statistische Zwecke als eine städtische Siedlung gewertet werden. Diese sind Gjøvik mit 21.038 der insgesamt 28.801 Einwohner des Tettsteds, Bybrua mit 1082, Biri mit 1666 und Monssveen mit 361 Einwohnern (Stand: 1. Januar 2024).
Die Einwohner der Gemeinde werden Gjøvikensar oder Gjøvikenser genannt. Offizielle Schriftsprache ist wie in vielen Kommunen in Innlandet Bokmål, die weiter verbreitete der beiden norwegischen Sprachformen.
| Jahr          | 1986   | 1990   | 1995   | 2000   | 2005   | 2010   | 2015   | 2020   | 2025   |
| ------------- | ------ | ------ | ------ | ------ | ------ | ------ | ------ | ------ | ------ |
| Einwohnerzahl | 25.908 | 26.083 | 26.844 | 27.013 | 27.648 | 28.807 | 30.063 | 30.560 | 31.175 |

## Geschichte

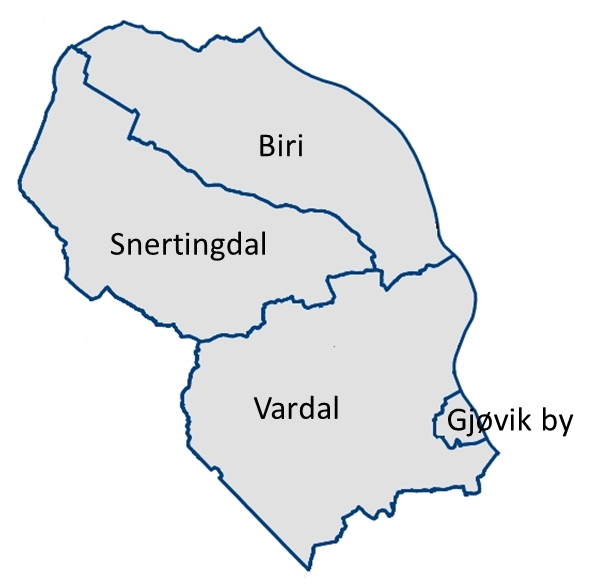
Die Gemeindegrenzen der heutigen Kommune vor 1964

Der namensgebende Hof Djupvik taucht erstmals in schriftlichen Quellen aus dem Jahr 1432 auf. Die heutige Stadt Gjøvik wurde vom unteren Lauf der Hunnselva aus erbaut. Der Fluss lieferte die Grundlage für die Stromproduktion, die für die Industriebetriebe benötigt wurde. Im Jahr 1804 erwarb Caspar Kauffeldt den Grund, um darauf ein Glaswerk zu erbauen. Dies war bis 1843 in Betrieb. Nach dem Glaswerk entstanden am Flusslauf weitere größere Industriebetriebe, unter anderem O. Mustad & Søn. Im Jahr 1861 erhielt Gjøvik den Status als Kjøpstad und damit Handelsrechte. Im Jahr 1902 wurde mit der Eisenbahnlinie Gjøvikbanen die Verbindung nach Oslo hergestellt.
Die Kommune Gjøvik entstand am 1. Januar 1861, als Gjøvik Handelsrechte erhielt und sie von Vardal ausgegliedert wurde. Gjøvik hatte bei seiner Gründung 626 Einwohner. Vardal verblieb mit 4114 Einwohnern. Von Vardal wurde im Juli 1921 ein Gebiet mit 723 Einwohnern an Gjøvik überführt. Im Juli 1955 folgte ein weiteres Gebiet von Vardal. Diese Änderung der Gemeindegrenze ließ die Einwohnerzahl Gjøviks um 1372 Personen ansteigen. Zum 1. Januar 1964 wurden schließlich Biri, Snertingdal und der Großteil der Kommune Vardal in Gjøvik eingemeindet. Gjøvik hatte vor der Zusammenlegung 8251 Einwohner. Biri brachte 3274 neue Einwohner ein, Snertingdal 2471 und Vardal 9612. Bis zum 31. Dezember 2019 gehörte Gjøvik dem damaligen Fylke Oppland an. Dieses ging im Zuge der Regionalreform in Norwegen in das zum 1. Januar 2020 neu geschaffene Fylke Innlandet über.
In der Kommune liegen mehrere Kirchen. Die Gjøvik kirke ist ein im Jahr 1882 erbaute Holzkirche. Aus dem Jahr 1803 stammt die Vardal kirke. Sie hat einen kreuzförmigen Grundriss. Ebenfalls einen kreuzförmigen Grundriss hat die Biri kirke im Westen von Biri. Die Holzkirche wurde 1777 fertiggestellt. Weitere Kirchen in Gjøvik sind unter anderem die Bråstad kirke, die Nykirke und die Hunn kirke.

## Wirtschaft und Infrastruktur

### Verkehr

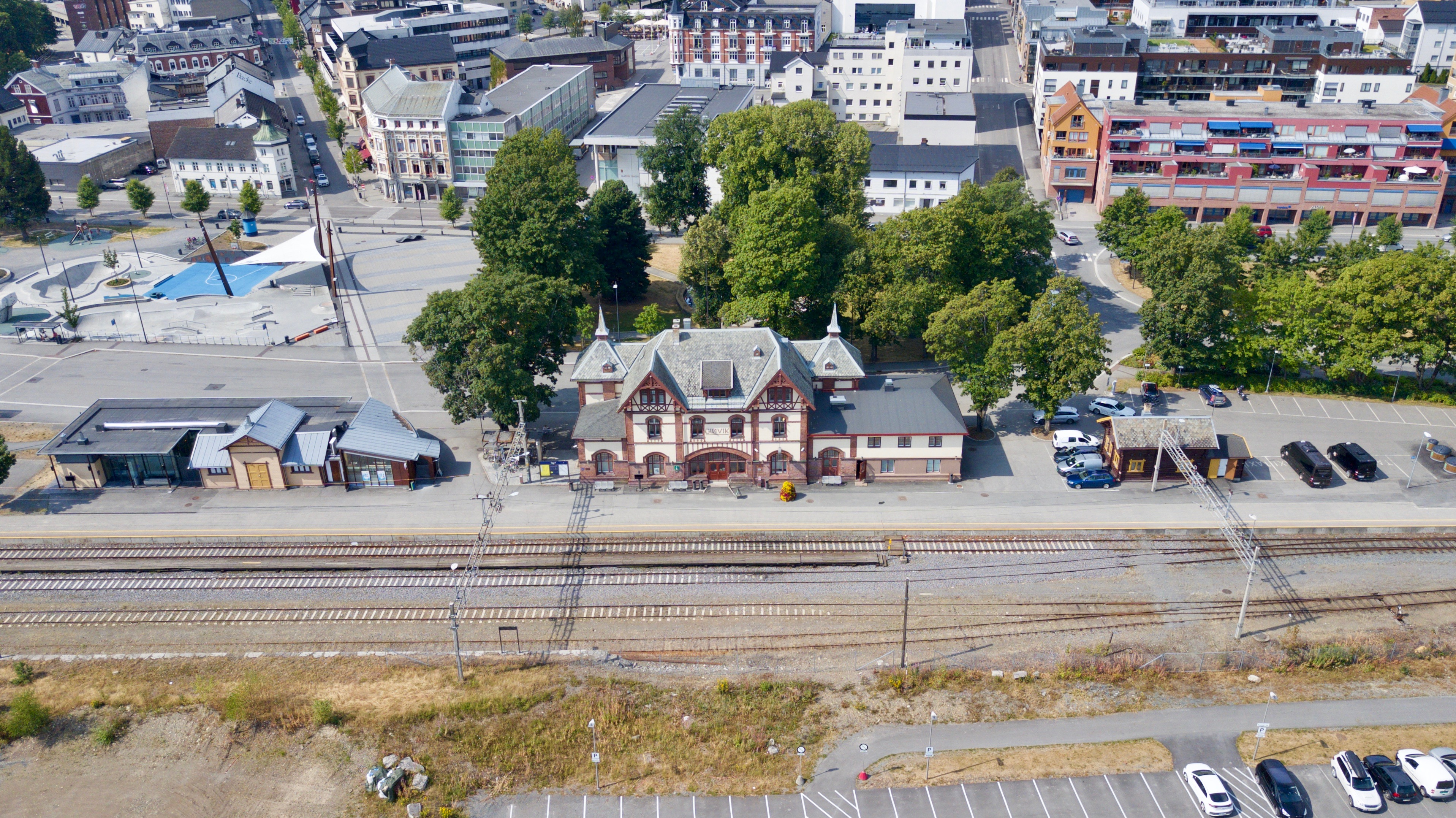
Bahnhof Gjøvik

Aus dem Süden führt der Riksvei 4 von der Stadt Raufoss in der südlichen Nachbarkommune Vestre Toten in die Stadt Gjøvik. Von Gjøvik führt die Straße entlang des Mjøsa-Ufers weiter in den Norden. Südlich der Ortschaft Biri mündet die Straße  in die Europastraße 6 (E6). Diese führt von der Stadt Moelv auf der gegenüberliegenden Uferseite über die Brücke Mjøsbrua in die Kommune Gjøvik. In Gjøvik führt die E6 am Westufer des Sees weiter in den Norden zur Stadt Lillehammer. Die Eröffnung der Brücke hatte die Einstellung des Fährverkehrs auf dieser Strecke zur Folge. Vor allem im Sommer noch als touristische Attraktion wird der älteste in Betrieb befindliche Schaufelraddampfer Skibladner genutzt. Ab Moelv besteht mit dem EuroVelo 3 (EV 3) Anschluss an das Europäische Fernradwegnetz.
Die Bahnlinie Gjøvikbanen hat ihren Endpunkt in der Stadt Gjøvik. Die Bahnlinie führt von dort in den Süden bis zum Osloer Hauptbahnhof Oslo S. Die Gjøvikbanen ist insgesamt rund 124 Kilometer lang und wurde 1902 erbaut. Der Bahnhof in Gjøvik im Zentrum der Stadt wurde im Jahr 1902 errichtet.

### Wirtschaft
Die Stadt ist ein bedeutendes Dienstleistungs-, Verwaltungs- und Handelszentrum für das westliche Oppland. Die Industrie spielt traditionell eine wichtige Rolle für die Stadt Gjøvik. Die Kommune ist heute die drittgrößte Industriegemeinde im Fylke Innlandet. Das Glaswerk Gjøvik (Gjøvik glassverk), das von 1804 bis 1843 in Betrieb war, wurde vor allem durch sein blaues Glas bekannt. Die Firma O. Mustad & Søn stellt heute noch Angelhaken her. Heute sind die wichtigsten Industriezweige die Holz- und die Lebensmittelindustrie sowie der Maschinenbau. In der Kommune wird viel Fläche für die Landwirtschaft genutzt. Insbesondere die Milch- und Futterproduktion sind für die Landwirtschaft in Gjøvik typisch. Zudem ist auch die Forstwirtschaft von größerer Bedeutung und Gjøvik gehört zu den Kommunen mit der größten jährlichen Holzernte Norwegens. In Gjøvik wird die Tageszeitung Oppland Arbeiderblad herausgebracht.
Im Jahr 2021 arbeiteten von rund 14.900 Arbeitstätigen etwa 9800 in Gjøvik selbst. Etwa 1400 Personen pendelten in die Nachbarkommune Vestre Toten. Jeweils über 500 Personen pendelten nach Lillehammer, Oslo und Ringsaker. Zugleich pendelten viele Personen nach Gjøvik, so dass die Kommune insgesamt mehr Arbeitsplatzüberschuss hatte. Jeweils über 1500 Personen aus den südlichen Nachbarkommunen Østre und Vestre Toten waren im Jahr 2021 in Gjøvik tätig.

## Bildung
In Gjøvik befinden sich mehrere Schulen. Die frühere Hochschule Gjøvik (Høgskolen i Gjøvik) ist seit dem 1. Januar 2016 Teil der Technisch-Naturwissenschaftlichen Universität Norwegens (NTNU). Vor der Zusammenlegung hatte die Hochschule zuletzt rund 3500 Studierende.

## Name und Wappen

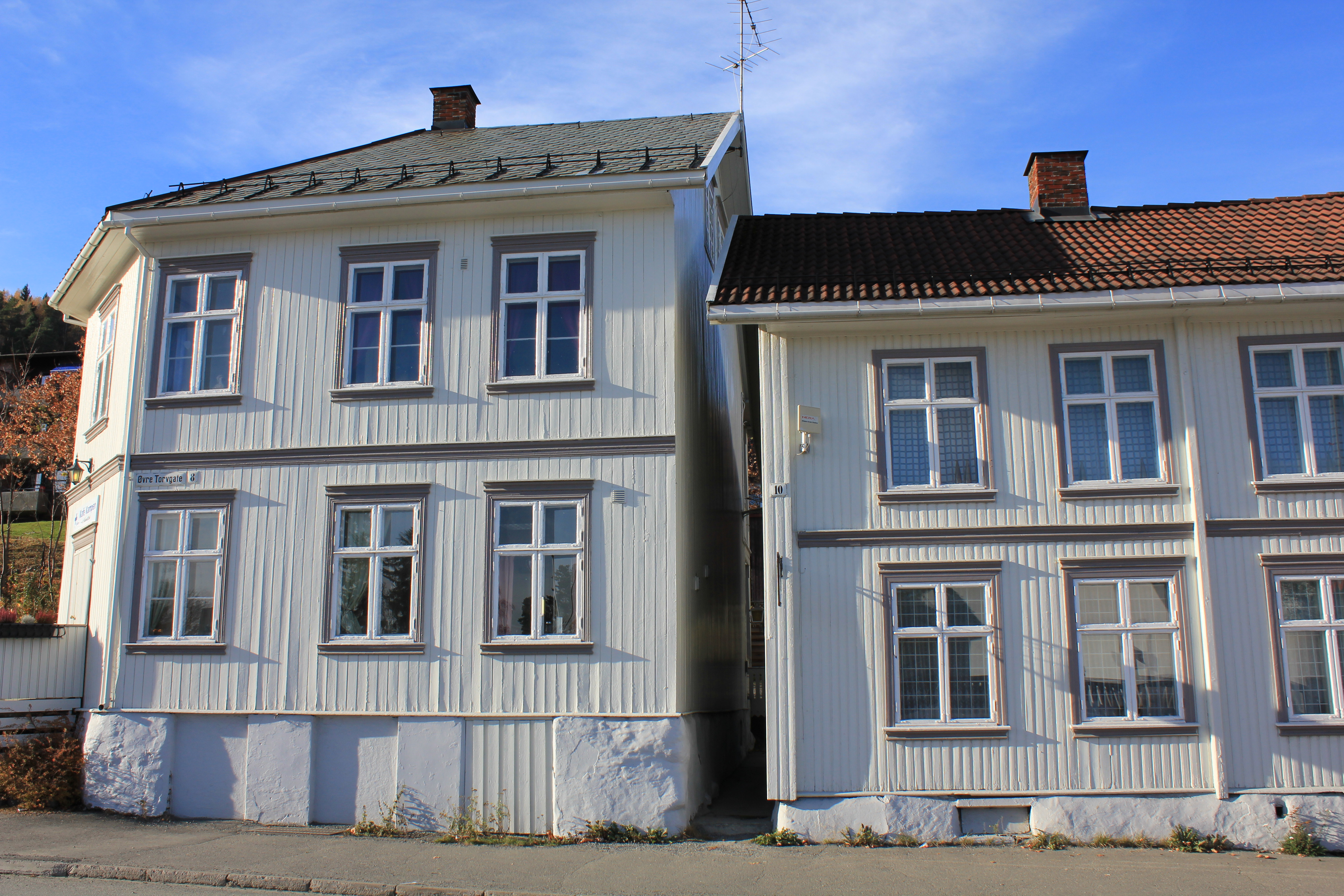
Weiße Holzhäuser in Gjøvik

Das seit 1960 offizielle Wappen der Kommune zeigt einen silbernen schwimmenden Schwan auf blauem Hintergrund. Gjøvik wird auch als die „weiße Stadt des Mjøsas“ bezeichnet. Der Name rührt daher, dass im alten Stadtzentrum lange Zeit viele Holzhäuser weiß gestrichen wurden. Das Wappen soll diese Bezeichnung widerspiegeln. Der Name Gjøvik leitet sich vom altnordischen Hofnamen Djúpvik ab. Dieser setzt sich aus den beiden Bestandteilen djup (deutsch tief) und vik (deutsch Bucht) zusammen.

## Sport
Während den Olympischen Winterspielen 1994, die in der Stadt Lillehammer stattfanden, wurden in der Eishockey-Halle Gjøvik Olympiske Fjellhall Eishockey-Wettkämpfe ausgeführt. Die Halle wurde in einen Fels gesprengt.

## Persönlichkeiten
- Johan Castberg (1862–1926), Richter und Sozialpolitiker
- Paul Olaf Bodding (1865–1938), Missionar und Sprachwissenschaftler
- Leif Castberg (1876–1950), Rechtsanwalt und Politiker
- Frede Castberg (1893–1977), Verfassungsjurist
- Ellef Mohn (1894–1974), Fußballspieler
- Inger Koppernæs (1928–1990), Politikerin
- Ole Knapp (1931–2015), Politiker
- Einar Sagstuen (* 1951), Skilangläufer
- Kjell Ola Dahl (* 1958), Schriftsteller
- Harald Christian Strand Nilsen (* 1971), Skirennläufer
- Gunhild Seim (* 1973), Jazz- und Improvisationsmusikerin
- Eirik Hegdal (* 1973), Jazzmusiker
- Gro Kvinlog (* 1976), alpine Skiläuferin und Skicrosserin
- Kristin Bekkevold (* 1977), Fußballspielerin
- Sveinung Fjeldstad (* 1978), Fußballspieler
- Else-Marthe Sørlie Lybekk (* 1978), Handballspielerin
- Gro Hammerseng-Edin (* 1980), Handballspielerin und -trainerin
- Iver Markengbakken (* 1982), Nordischer Kombinierer
- Britt Goodwin (* 1983), britische Handballspielerin
- Lars Elton Myhre (* 1984), Skirennläufer
- Ellen Andrea Wang (* 1986), Jazzmusikerin
- Anne Kjersti Suvdal (* 1987), Handballspielerin
- Gina Lorentsen (* 1988), Handballspielerin
- Kenneth Gangnes (* 1989), Skispringer
- Ingrid Moe Wold (* 1990), Fußballspielerin
- Maja Jakobsen (* 1990), Handballspielerin
- Ingvild Flugstad Østberg (* 1990), Skilangläuferin
- Maren Lundby (* 1994), Skispringerin
- Nora Foss Al-Jabri (* 1996), Sängerin
- Mari Finstad Bergum (* 1998), Handballspielerin
- Mathilde Myhrvold (* 1998), Skilangläuferin
- Vebjørn Sørum (* 1998), Biathlet
- Guro Nestaker (* 1998), Handballspielerin
- Sebastian Østvold (* 2002), Nordischer Kombinierer